# Kolejka (zbiorowość)

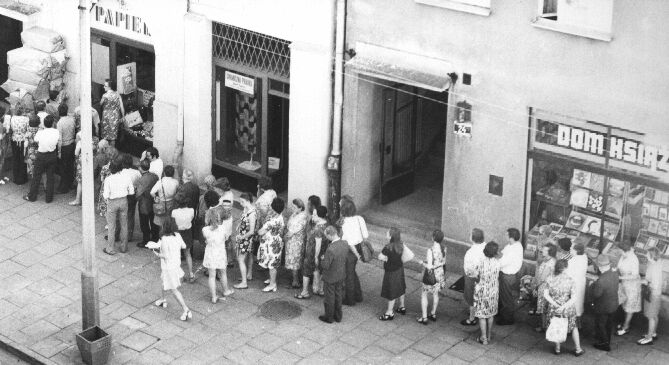
Kolejka do sklepu (tu: papierniczego, prawdopodobnie po papier toaletowy) w czasach PRL

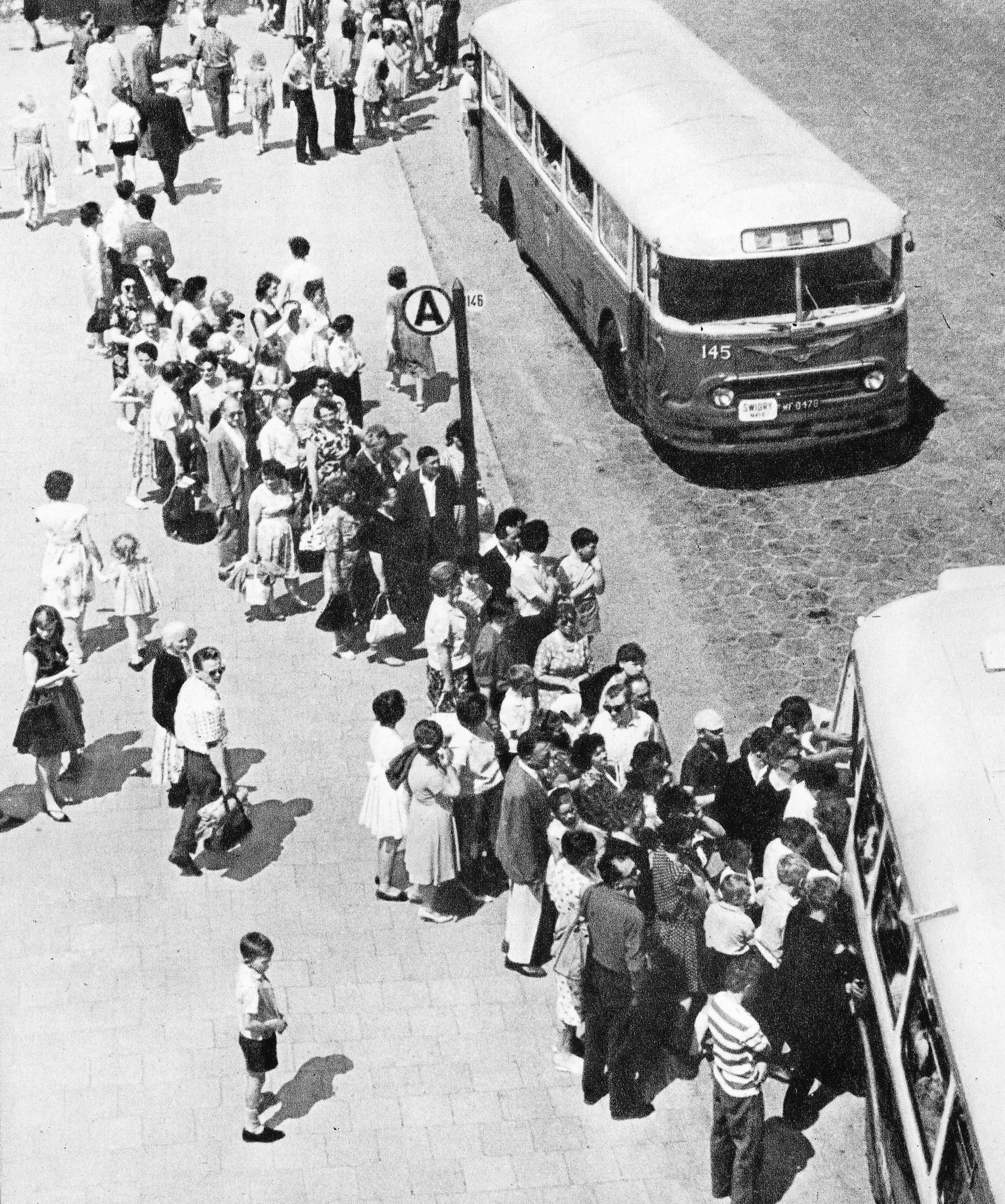
Kolejki do autobusów w Warszawie, lata 60. XX wieku

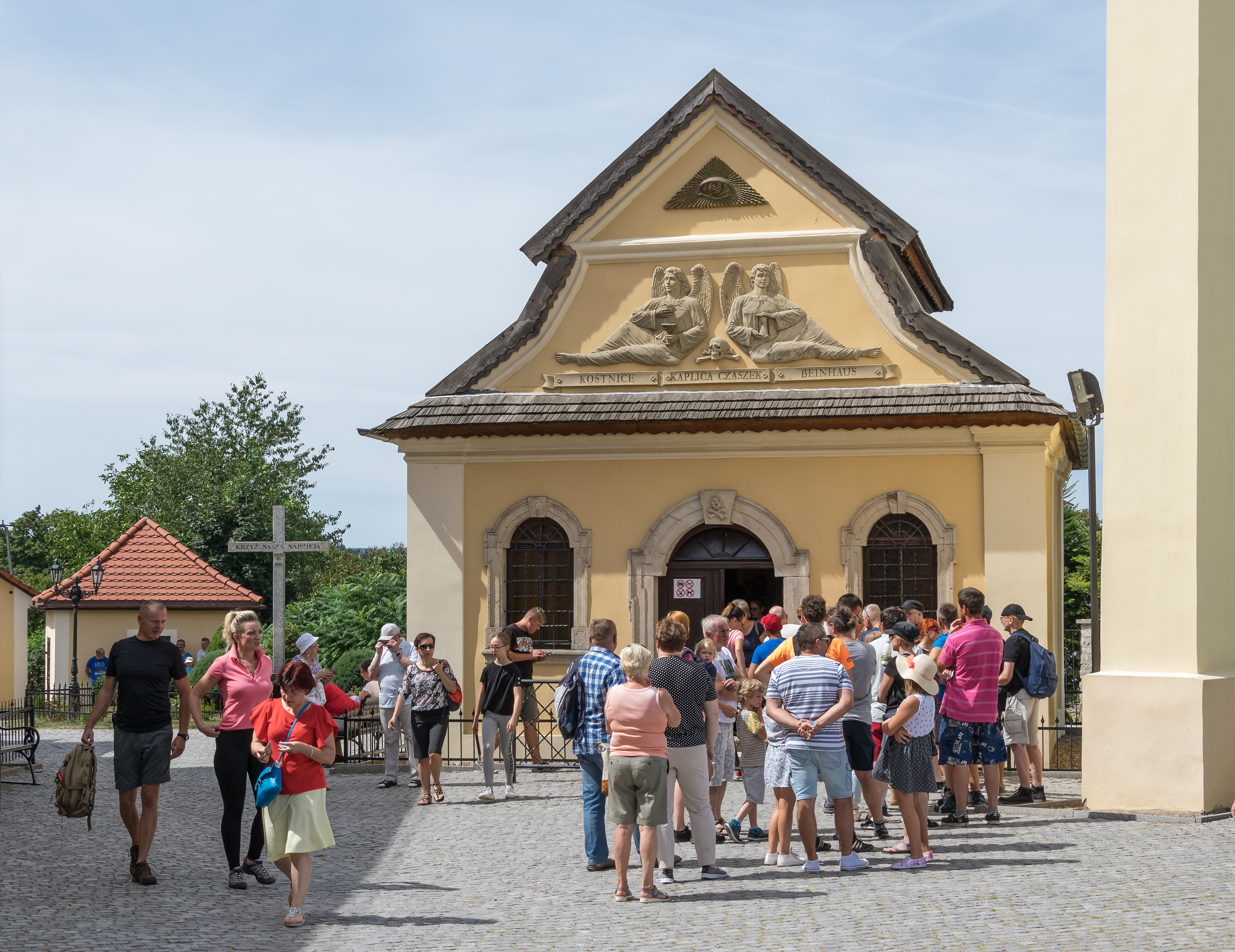
Kolejka turystów przed Kaplicą Czaszek w Kudowie-Zdroju

Kolejka – grupa ludzi ustawionych w rzędzie i czekających na obsłużenie w kolejności, w jakiej zostali ustawieni.
Niektóre instytucje publiczne prowadzą w sposób sformalizowany oficjalne kolejki oczekujących na dane limitowane świadczenie – np. kolejki mieszkaniowe w urzędach gminy, kolejki oczekujących na świadczenia zdrowotne finansowane przez NFZ.
W Wielkiej Brytanii oraz w jej byłych koloniach, kolejki tworzą się na przystankach autobusowych podczas oczekiwania na autobus. Wiąże się to z faktem, że pasażerowie wpuszczani są tylko przednimi drzwiami, a kolejność w kolejce może mieć wpływ na wpuszczenie do autobusu (zdarza się, że kierowca nie wpuszcza całej kolejki do autobusu, gdy uzna, że w środku jest już za dużo osób).

## Automaty kolejkowe
Ze względu na częste spory i nieścisłości co do kolejności obsługi petenta/klienta coraz powszechniej stosowane są automaty kolejkowe, gdzie o kolejności obsługi decyduje nadany przez automat przy wejściu numer. W przypadku obsługi wielostanowiskowej, przy kolejnych stanowiskach podawany jest kolejny numer klienta/petenta, który może być teraz obsłużony. Urządzenia te często stosowane są w urzędach czy na pocztach.
Pierwsze automaty kolejkowe w Polsce zostały uruchomione m.in. na pocztach w Bytomiu, Chrzanowie, Prudniku i Tarnowskich Górach w drugiej połowie lat 90. XX wieku.

## Kolejki w czasach PRL
Kolejka w znaczeniu opisywanym powyżej była nieodłącznym elementem codzienności w czasach Polskiej Rzeczypospolitej Ludowej (PRL). Kryzys gospodarczy i braki w zaopatrzeniu sprawiały, że tam, gdzie pojawiał się potrzebny towar ustawiała się kolejka ludzi chętnych do zakupu. Kolejki te przyjmowały rozmiary niespotykane po tym okresie. W szczególności do historii przeszły kolejki do zakupu mięsa czy wędlin.
Kolejki formowały się często już przed dostawą pożądanego towaru. Niejednokrotnie oczekiwanie w kolejkach miało dramatyczny przebieg. W zatłoczonych sklepach, po długich godzinach oczekiwania wśród zmęczonych i rozdrażnionych ludzie dochodziło do konfliktów, przepychanek, awantur, a także wybijania przez napierający tłum szyb w oknach wystawowych. W skrajnych wypadkach interweniowała milicja.
W kolejkach stały na zmianę rodziny, grupy sąsiedzkie i pracownicze. W wyniku powszechności zjawiska kolejek wykształciły się formy pomagające w ich organizacji i zarządzaniu. Były to:
- Lista kolejkowa – pomagająca w utrzymaniu porządku kolejki w przypadku, gdy termin udostępnienia dobra był przewidywany na czas dłuższy niż kilka godzin (np. dostawa towaru, na ogół przemysłowego w rodzaju sprzętu AGD czy mebli, miała nastąpić za kilka dni). Kolejność osób w kolejce była zapisywana, a każda taka osoba miała obowiązek stawić się o określonej godzinie i podczas odczytywania listy zgłosić swoją obecność. Niestawienie się powodowało wykreślenie z listy. Terminy obowiązkowej obecności zależały od długości oczekiwania – w przypadku okresu kilkudniowego było to na ogół 3-4 razy na dobę. Szczegóły zasad danej listy kolejkowej były ustalane w drodze konsensusu wśród osób, które zapoczątkowywały listę.
- Komitet kolejkowy – grupa osób pilnujących porządku i kolejności kolejki, nieodzowna w przypadku powstania listy kolejkowej, na którą wpisywano wszystkich członków kolejki. Komitet kolejkowy informował o istnieniu listy te osoby, które pojawiały się po jej zapoczątkowaniu, zapisywał na nią i był odpowiedzialny za sprawdzanie listy obecności kolejkowiczów[6]. Osoby nieobecne w czasie sprawdzania listy były usuwane z kolejki[6]. Komitety kolejkowe zwalczały również tzw. kolejki nieuprawnione[5].
- Rezerwacja miejsca.

Powszechność kolejek sprawiła, że pojawił się zawód tzw. stacza, tj. osoby trudniącej się staniem w kolejkach za inne osoby.
W swoistych „kolejkach” (nie polegających jednak na fizycznym oczekiwaniu w jednym miejscu) mieszkaniowych oczekiwano 15–25 lat, podobnie na instalację telefonu. Krócej oczekiwało się na przydział samochodu.

## Kolejka w kulturze
Różnego typu formy kolejek prezentowane były w wielu filmach Stanisława Barei, m.in. w Co mi zrobisz, jak mnie złapiesz czy w serialu Alternatywy 4. Motyw kolejki wykorzystany został także w kilku surrealistycznych skeczach Latającego cyrku Monty Pythona.
Motyw kolejki stał się inspiracją do piosenki „Psalm stojących w kolejce” z tekstem Ernesta Brylla (w wykonaniu Krystyny Prońko) oraz do gry planszowej Instytutu Pamięci Narodowej „Kolejka”.